# Rodrigo Daniel Pacheco Carrillo
Rodrigo Daniel Pacheco Carrillo (* 14. Januar 1983 in Lima) ist ein peruanischer Badmintonspieler. 

## Karriere
Rodrigo Pacheco gewann bei den Südamerikaspielen 2010 Gold im Herrendoppel mit Antonio de Vinatea, im Mixed mit Claudia Rivero und mit dem peruanischen Team. Im gleichen Jahr siegte er bei den Colombia Internacional im Herreneinzel und im Mixed mit Claudia Rivero.

## Sportliche Erfolge
| Saison | Veranstaltung               | Disziplin    | Platz | Name                             |
| ------ | --------------------------- | ------------ | ----- | -------------------------------- |
| 2010   | Südamerikaspiele            | Herrendoppel | 1     | Rodrigo Pacheco / Claudia Rivero |
| 2010   | Südamerikaspiele            | Mannschaft   | 1     | Peru                             |
| 2010   | Südamerikaspiele            | Mixed        | 1     | Rodrigo Pacheco / Claudia Rivero |
| 2010   | Colombia Internacional      | Mixed        | 1     | Rodrigo Pacheco / Claudia Rivero |
| 2010   | Colombia Internacional      | Herreneinzel | 1     | Rodrigo Pacheco                  |
| 2011   | Peru: Einzelmeisterschaften | Herreneinzel | 1     | Rodrigo Pacheco                  |
| 2011   | Peru: Einzelmeisterschaften | Mixed        | 1     | Rodrigo Pacheco / Claudia Rivero |
| 2011   | Mexico International        | Herreneinzel | 1     | Rodrigo Pacheco                  |